# The Adversary (Thy Art Is Murder)
The Adversary è il primo album in studio del gruppo musicale australiano Thy Art Is Murder, pubblicato nel 2010.

## Tracce
1. Unholy Sermons – 0:50
2. Soldiers of Immortality – 3:26
3. Laceration Penetration – 4:25
4. Furnace of Hate – 3:22
5. Flesh Oracle – 3:21
6. The Adversary – 4:06
7. Decrepit Purification – 3:51
8. The False Prophet – 3:30
9. Engineering the Antichrist – 3:32
10. Requiem – 2:20
11. Coward's Throne – 4:45

## Formazione
- Chris "CJ" McMahon – voce
- Sean Delander – chitarra
- Gary Markowski – chitarra
- Mick Low – basso
- Lee Stanton – batteria